# Treviso Foot-Ball Club 1928-1929
Questa voce raccoglie le informazioni riguardanti il Treviso Foot-Ball Club nelle competizioni ufficiali della stagione 1928-1929.

## Stagione
Nel campionato 1928-1929, il Treviso, passato sotto la presidenza di Ottavio Frova, si piazza al decimo posto in un campionato di Prima Divisione a 15 squadre, subendo la sconfitta più larga della sua storia: Udinese-Treviso 8-1.
La squadra in questa stagione realizza 24 punti, frutto di 9 vittorie, 6 pareggi e 13 sconfitte, e cambia allenatore in corso: dopo le prime 16 giornate con l'ungherese Sandor Bohacs, la guida tecnica venne affidata a Giuseppe Visentin I.

## Rosa
| N. |  | Ruolo | Calciatore |
| -- |  | ----- | ---------- |

| N. |  | Ruolo | Calciatore |
| -- |  | ----- | ---------- |

## Statistiche

### Statistiche di squadra
| Competizione               | Punti | In casa | In casa | In casa | In casa | In casa | In casa | In trasferta | In trasferta | In trasferta | In trasferta | In trasferta | In trasferta | Totale | Totale | Totale | Totale | Totale | Totale | D.R. |
| Competizione               | Punti | G       | V       | N       | P       | Gf      | Gs      | G            | V            | N            | P            | Gf           | Gs           | G      | V      | N      | P      | Gf     | Gs     | D.R. |
| -------------------------- | ----- | ------- | ------- | ------- | ------- | ------- | ------- | ------------ | ------------ | ------------ | ------------ | ------------ | ------------ | ------ | ------ | ------ | ------ | ------ | ------ | ---- |
| Prima Divisione (girone C) | ..    | ..      | .       | .       | .       | ..      | ..      | ..           | .            | .            | .            | ..           | ..           | ..     | ..     | .      | .      | ..     | ..     | +.   |

### Statistiche dei giocatori
| Giocatore | 1ª Divisione | 1ª Divisione |
| Giocatore | Presenze     | Reti         |
| --------- | ------------ | ------------ |
| . cognome | ?            | ?            |
| . cognome | ?            | ?            |
| . cognome | ?            | ?            |
| . cognome | ?            | ?            |
| . cognome | ?            | ?            |
| . cognome | ?            | ?            |
| . cognome | ?            | ?            |
| . cognome | ?            | ?            |
| . cognome | ?            | ?            |
| . cognome | ?            | ?            |